# Lanza de oso

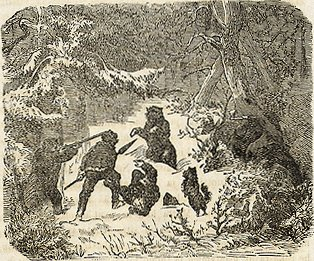
Caza del oso, ilustración finlandesa del.

Una lanza de oso era un tipo medieval de lanza utilizada en la caza de osos y otros animales grandes. La hoja aguzada de una lanza de oso era larga y usualmente tenía forma de hoja de laurel. Justo debajo de la hoja había un travesaño que ayudaba a fijar la lanza en el cuerpo del animal y mantenerlo a una distancia del cazador.
La lanza de oso era similar a la lanza de jabalí, pero tenía un asta más larga y dura y una hoja más grande. A menudo se colocaba contra el suelo en su punto posterior, lo que hacía más fácil aguantar el peso de una bestia atacando.
La lanza de oso se utilizaba contra los animales más grandes, no solo osos, sino también bisontes y caballos de guerra, por lo que no solo se usaba en la caza, también en la guerra. Podía ser utilizada también contra animales más pequeños como los jabalíes, pero en este caso era más difícil de manejar que la lanza de jabalí específica.
En los países eslavos se conocía como rogatina y se usaba al menos desde el siglo XII. Las crónicas rusas mencionan por primera vez su uso como arma militar en 1149, y como arma de caza en 1255, aunque fue utilizada por el príncipe Daniel de Galitzia en la caza del jabalí. En Alemania, la lanza de oso o Bärenspieß se conocía al menos desde finales de la Baja Edad Media pero era bastante rara en comparación con Europa Oriental debido a la población de oso mucho más pequeña.